# Gradina (Solin)
Gradina je ruševna utvrda u Solinu.

## Opis dobra
Srednjovjekovna utvrda na desnoj obali rijeke Jadra, 250 m sjeveroistočno od župne crkve Gospe od Otoka. Utvrda trapezoidnog oblika s četiri kule u kutovima, sagrađena je u kasnom srednjem vijeku. U sjeveroistočnom dijelu Gradine nalaze se ostatci crkve nepoznata titulara, sagrađene na temeljima građevine iz antike. Crkva je centralna građevina oblika nepravilnog kvadrata, unutar kojeg se nalazi osam stupova poredanih u obliku oktogona koji su držali centralnu kupolu, te još četiri stupa u kutovima. Svi stupovi su od egipatskog granita, a potječu iz rimskog vremena. Crkva je nastala u 6. st., ali je u 11. st. obnovljena i opremljena kamenim crkvenim namještajem čiji su ulomci pronađeni. Tvrđava je rušena više puta i pregrađivana.
Don Frane Bulić i Ljubo Karaman smatrali su da potječe iz 14. stoljeća i da ju je dao sagraditi splitski nadbiskup Hugolin de Mala Branca.
Jedan je od najstarijih turskih (osmanskih) spomenika na ovom prostoru. Pretpostavlja se da su ju osmanski osvajači prvi put sagradili oko 1531., kao dio nastojanja osvajanjâ Klisa, započetih još 1499. godine. Prema neznanom ljetopiscu, dao ju je podići bosanski paša Husein 1531. godine i da su radovi bili gotovi za 15 dana.
Kliška obrana odupirala se navali, no 1520-ih mijenjaju se odnosi snaga u osmansku korist. Klis je Turcima bio ključna točka za nadzor solinsko-splitskog polja i kontrolu puta ka unutrašnjosti. U isto vrijeme, zbog položaja na teško pristupačnoj litici bio je vrlo težak za osvojiti. Kao i u sličnim slučajima, slaba točka bila je opskrba, odnosno logistika. Da bi oslabili branitelje, Osmanlije su podigli tvrđave uz pristupne puteve, prvo u Konjskom i Klis-Grlu, pa u Rupotinama. Gradinu u Solinu podigli su u samo tri tjedna. Već rujna 1532. ju je potle mnogih mletačko-turskih spletaka srušio legendarni zapovjednik kliške tvrđave Petar Kružić do temelja. Bio je svjestan pogibelji koju donosi obrani. Kako je tad bio u Klisu, poveo je družinu od tristotinjak suboraca te ju je 18. rujna 1532. uspio osvojiti i zapaliti. U akciji su njegove snage pobile cijelu vojnu posadu i zaplijenile 20 topova koje je dao prenijeti u klišku tvrđavu. Gazi Husrev-beg ju je dao obnoviti rujna 1536. godine a tom su prigodom podigli još jednu tvrđavu u blizini, u Ozrni. Solinsku tvrđavu su podigli tad u samo 20 dana. i zauzeli položaje u Ozrni.:73. Veliku je ulogu odigrala u turskom osvajanju Klisa 12. ožujka 1537. godine. Vjerojatno je pod ovom tvrđavom Kružić bojevao svoju posljednju bitku.
Lokacija za gradnju izabrana je temeljem nekoliko razloga. Graditeljima je poslužio dio bedema starovjekovne Salone i to je bio istočni bedem Gradine. Salonitanske istočne zidine koje su poslužile za Gradinu datiraju iz 170. godine i gradila ih je Delmatska kohorta, u vrijeme cara Marka Aurelija.
Dodatnu pogodnost u slučaju opsade pruža smještaj uz rijeku. Prometna pogodnost je glavni put iz Splita prema Klisu koji je prolazio uz tvrđavu. I stara kasnoantička (justinijanska) crkva koju je obuhvatila tvrđava odigrala je svoju ulogu. Stara crkva je centralnim tlocrtom i svojom arhitekturom sasvim izvjesno podsjećala Turke na džamije, i novopodignute, i one prenamijenjene od bizantskih crkava (npr. sv. Sergije i Bakho tzv. Mala Aja Sofija u Carigradu). Osvajanjem je izgubila na važnosti. Područje Solina postalo je pogranično ozemlje Mletačke Republike i Osmanskog Carstva. Na onodobnim starim zemljovidima turska Gradina je prikazana s ucrtanim četirima kulama.
Mletačko izvješće iz 1574., koje sepoziva na neke ranije događaje, nedvojbeno tvrdi da je prostor južno od solinske Rike bio jedno vrijeme ničija, ili bolje rečeno svačija zemlja.:74.
Tijekom osmanske vladavine nastala je i legenda po kojoj je supruga Rustem-paše Hrvata Mihrimah pokopana u Solinu u džamiji koju je sama izgradila u Gradini. U današnjici se utvrdilo da je to legenda, jer je pokopana u Carigradu. Druga legenda u svezi s Gradinom je pučka legenda o rimskoj carevni Valeriji, kćeri cara Dioklecijana. Prema njoj se ona triput godišnje pojavljivala o ponoći u zlatnoj kočiji, uz pratnju vlastelina odjevena u crnog vraga koji joj je uzeo dušu, i čuva Dioklecijanovo blago.
Dugo vremena tvrđava nije bila u uporabi. Ponovno je u funkciji bila za vrijeme Napoleonove uprave kad je u njoj bio smješten odred konjaništva.
U 20. stoljeću istraživali su ju don Frane Bulić i Ejnar Dyggve. Konzervacija je izvedena 1960-ih.
Prostor Gradine zadnjih je desetljeća središte kulturnih zbivanja u Solinu. Pozornica za ljetne nastupe postavljena je 1979. i kasnije su na njoj nadograđivani betonski objekti, koji su uklonjeni tijekom istraživanja 2020. godine. Prepoznatljiv je po bogatom kulturnom ljetu, nego i po svim drugim događajima, koncertima i kazališnim predstavama.

## Zaštita
Pod oznakom Z-5924 zavedena je pod vrstom "nepokretna kulturna baština - pojedinačna", pravna statusa zaštićena kulturnog dobra, klasificirano kao "vojne i obrambene građevine".